# Marija-Iwanna Hruschewska

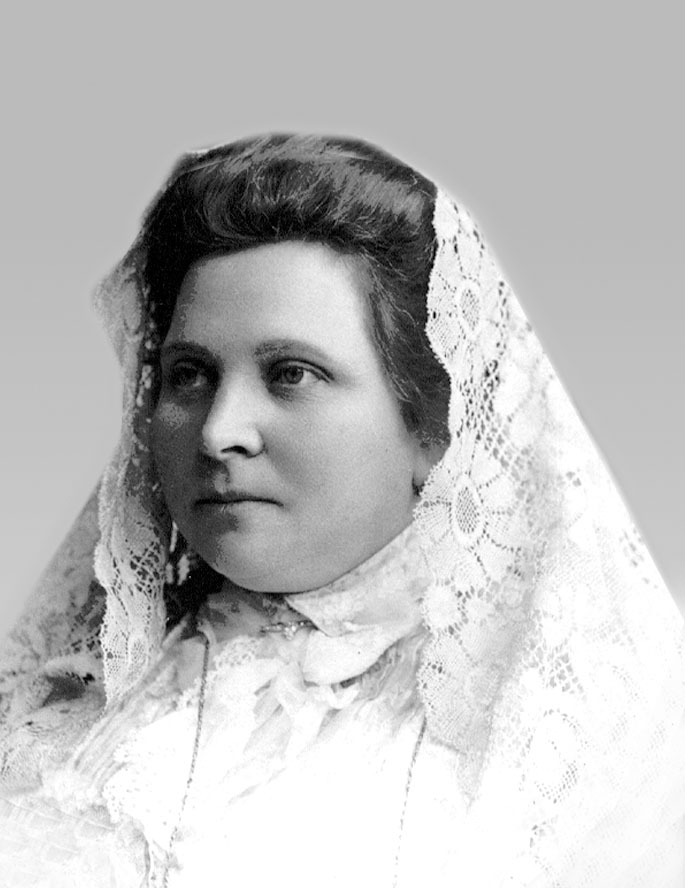
Marija Hruschewska

Marija-Iwanna Sylwestriwna Hruschewska (ukrainisch Марія-Іванна Сильвестрівна Грушевська, * 8. November 1868 in Pidhajtschyky, Galizien, Österreich-Ungarn, heutige Stadtgemeinde Sboriw; † 19. September 1948 in Kiew, USSR) war eine sowjetisch-ukrainische Lehrerin und Übersetzerin.

## Biografie
Von 1876 bis 1884 besuchte sie Schulen in Ternopil, Pidhajtschyky, Iwano-Frankiwsk und Krakau. 1887 schloss sie ein Lehrerseminar in Lwiw ab. Dann arbeitete sie in einer Volksschule in Skala-Podilska. Ab September 1893 erhielt sie die Stelle einer Lehrerin an einer Frauenschule in Lwiw und beteiligte sich am intellektuellen und kreativen Leben der Stadt. Sie freundete sich mit Natalija Kobrynska und Salome Kruschelnytska an. 1896 heiratete sie Mychajlo Hruschewskyj.
Nach der Heirat arbeitete sie mit mehreren intellektuellen Organisationen, wie der Wissenschaftlichen Gesellschaft Schewtschenko, zusammen. Im Jahr 1900 wurde auf einem Frauenkongress in Lwiw auf Initiative von Kobrynska und Hruschewska der Verein Ukrainische Kinderbewahranstalt gegründet, der sich um Kinder und ihre Mütter kümmerte, indem er Kindergärten eröffnete.
Sie war auch als Übersetzerin, Kolumnistin und Rezensentin tätig. Sie schrieb über 40 Rezensionen und bibliografische Notizen und unterstützte damit die Arbeit ihres Mannes als Herausgeber. Ihre Übersetzungen der Werke von Autoren wie Goethe, Zola, Ibsen, Maupassant, Turgenew, Tschechow und Schnitzler ins Ukrainische wurden seit 1899 im Literarisch-wissenschaftlichen Herold veröffentlicht.
In den Jahren 1915 bis 1916 befand sie sich zusammen mit ihrem Mann im russischen Exil in den Städten Uljanowsk, Kasan und Moskau. Ende 1916 kehrte sie nach Kiew zurück. 1917 wurde sie Abgeordnete der Zentralna Rada und Mitglied der Kommission zur Ausarbeitung des Entwurfs der Charta der Autonomie der Ukraine. 1924 zog sie sich aus dem öffentlichen Leben zurück. Ihre Tochter Kateryna wurde im Juli 1938 wegen des Vorwurfs der „konterrevolutionären Aktivitäten, Beteiligung an einer nationalistischen Organisation und Spionage“ zu acht Jahren Lagerhaft verurteilt. Marija wandte sich in Briefen an Josef Stalin und bat um Hilfe.